# Pseudobalistes naufragium
Pseudobalistes naufragium es una especie de peces de la familia Balistidae en el orden de los Tetraodontiformes.

## Morfología
Pueden llegar alcanzar los 100 cm de longitud total.

## Distribución geográfica
Se encuentra en las  costas del Pacífico oriental (desde Baja California hasta Chile ).